# La Chapelle-Bouëxic
Chapelle-Bouëxic (bret. Chapel-ar-Veuzid) – miejscowość i gmina we Francji, w regionie Bretania, w departamencie Ille-et-Vilaine.
Według danych na rok 1990 gminę zamieszkiwało 670 osób, a gęstość zaludnienia wynosiła 32 osoby/km² (wśród 1269 gmin Bretanii Chapelle-Bouëxic plasuje się na 736. miejscu pod względem liczby ludności, natomiast pod względem powierzchni na miejscu 475.).